# Motorola Droid Ultra
Motorola DROID Ultra xt1080 — спільний флагман Motorola Mobility і Verizon Communications. Презентація відбулася 23 липня 2013 року (США). Отримав багато позитивних відгуків. Деякі експерти[джерело?] навіть визнали, що це найкращий флагман від Verizon Communications.
Представлений трьома моделями — Motorola DROID Ultra\ MAXX\ MINI, у декількох кольорах — білий, чорний, червоний і матовий сірий (карбон).

## Технічні характеристики

#### Платформа
Використана платформа Motorola X8 Mobile Computing System на Qualcomm Snapdragon S4 Pro MSM8960T (8 ядер):
- центральний процесор (CPU) — Krait 300 (1700 МГц, 2 ядра);
- графічний процесор (GPU) — Adreno 320 WUXGA (400 МГц, 4 ядра);
- Обробка природної мови (1 ядро);
- contextual computing processor (1 ядро).

#### Розміри

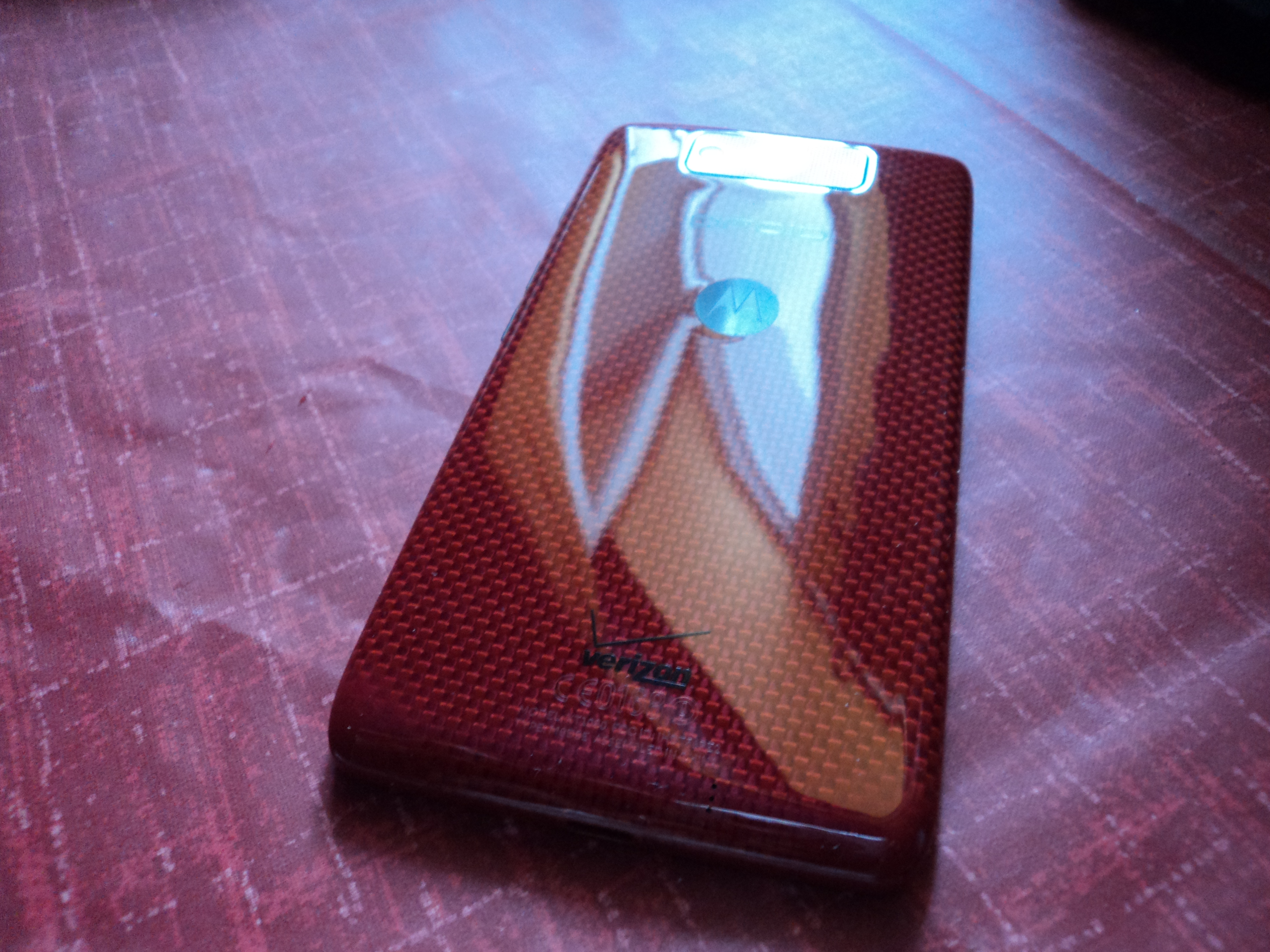
вигляд задньої кришки із кевларового волокна

Смартфон/комунікатор виготовлено як моноблок з використанням DuPont Кевлар:
- розміри — 137.5 x 71,2×7.2 мм
- вага — 137 гр.

### Дизайн

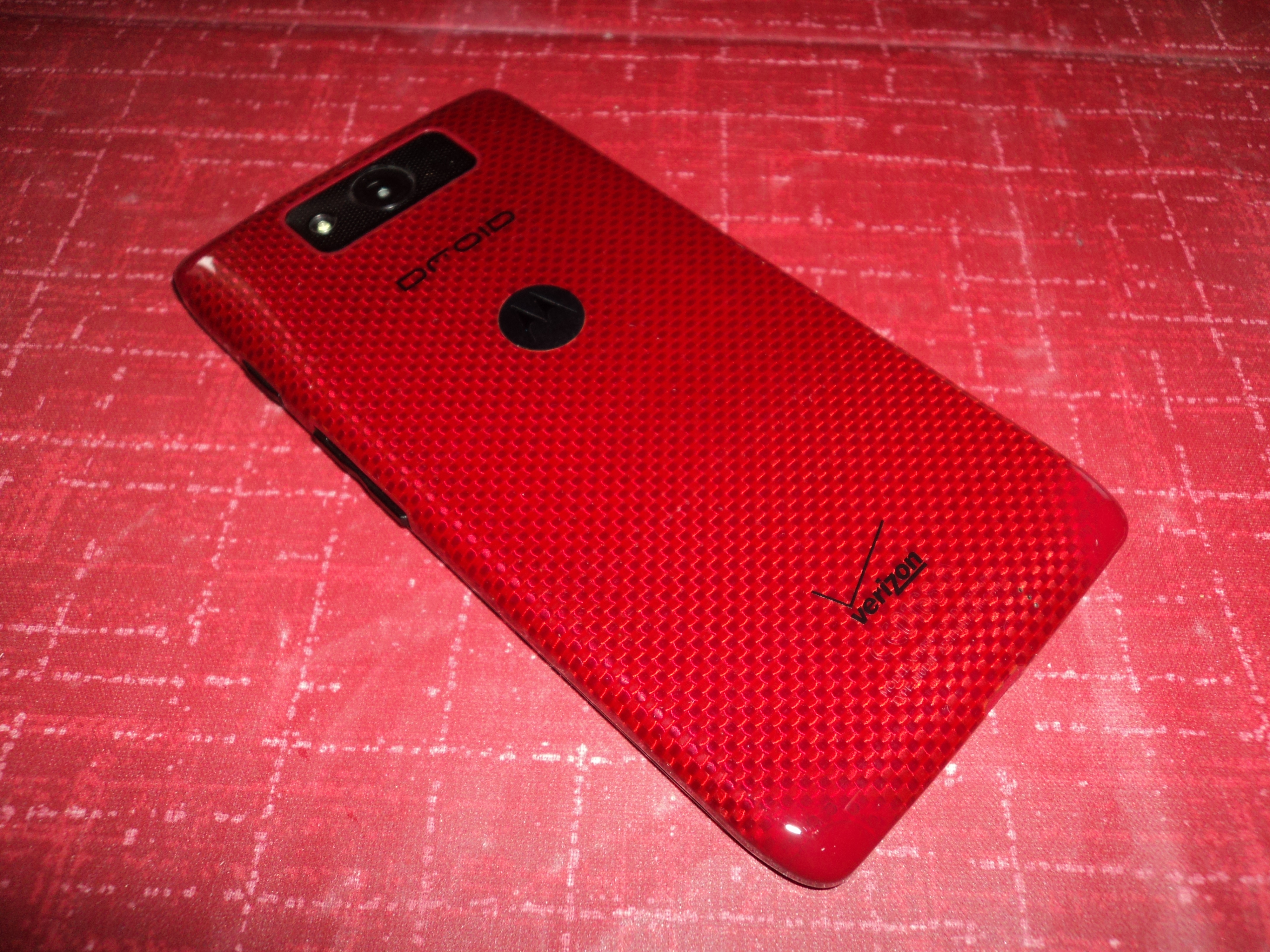
бездоганний вигляд і цікава технологія виробництва броньованого корпусу смартфону

Моноблок відрізняється високоякісним дизайном. Один з найтонших смартфонів на 2014 рік.
Задня панель виготовлена з глянцевого DuPont кевлару і містить логотип компанії Motorola і Verizon. Передня частина смартфону прикрита захисним склом Gorilla Glass 3 з олеофобним покриттям. Адаптер для Nano Sim виготовлений, як панель клавіш звукового регулювання.

#### Стандарт зв'язку
- 2G — CDMA 800 / 1900 GSM 850 / 900 / 1800 / 1900
- 3G — CDMA 2000 1x EV-DO HSDPA 850 / 900 / 1900 / 2100
- 4G — LTE 700 MHz Class 13 / 1700 / 2100.

#### Передача даних
- CDMA 2000 EV-DO Rev.A, EDGE, GPRS, GPS, HSDPA, HSDPA+, HSPA+, HSUPA, NFC, UMTS/WCDMA, ГЛОНАСС
- Bluetooth: v4.0, A2DP, EDR, LE
- Wi-Fi: 802.11 a/b/g/n/ac
- DLNA

#### Пам'ять
- оперативна — 2 ГБ;
- постійна — 16 ГБ;
- можливість використовувати карти пам'яті: відсутня;
- 50 ГБ на два роки у Google Drive.

#### Акумулятор
Li-ion — вбудований акумулятор, без можливості швидкої заміни:
- 2130 mAh
- до 28 годин у режимі розмови
- до 312 годин у режимі очікуванні

#### Екран
AMOLED HD дисплей, технологія multitouch і захисне скло Gorilla Glass 3 з олеофобним покриттям:
- 720 x 1280 пікселів
- діагональ 5"
- 294 ppi

#### Фото та відеокамери
Фронтальна камера:
- 2.1 Мп з автофокусом
- 1080p video

Головна камера:
- 10.5 Мп з автофокусом
- ClearPixel (3264×2448 px) технологія Clear Pixel RGB
- LED спалах біля камери
- 4-ри кратне цифрове збільшення
- панорамні знімки
- фокус від дотику
- slow motion video
- швидке вмикання камери при хитанні або струшуванні

#### Підключення
- micro-USB (зарядка, передача даних)
- 3.5 мм TRS jack (гарнітура)

#### Датчики
- датчик лінійного прискорення
- Барометр
- Гіроскоп
- датчик наближення
- датчик температури
- датчик руху
- освітлення
- компас

### Програмна частина

#### Операційна система
Android 4.2.2 Jelly Bean, відмінністю від generic прошивки є те, що одне ядро, а саме natural language processor зарезервоване під службу Google Now, яка постійно очікує на голосову команду, що починається із «Ok, Google now»…